# 蒸散流

蒸散流示意圖

1. 水分與鹽分進入根部的木質部的導管（英语：Vessel element）中
2. 內聚力與附著力使水分在導管中形成管柱
3. 水分由木質部運送至植物全株，並在葉的氣孔以蒸散作用離開

蒸散流（英語：Transpiration stream）是維管束植物體中從根至葉的連續水流，植物從根部吸收水與無機鹽後，經由木質部的導管運送到全株，並於葉以蒸散作用或泌液作用排出。蒸散流的主要動力為蒸散作用在導管中造成的負壓，其流速亦受蒸散作用的速度影響，當環境氣溫較高、濕度較低時，水分從葉蒸散的速度較快，使蒸散流流速較快；反之環境較溼冷時蒸散流流速較慢。

## 過程

### 根部吸收水分

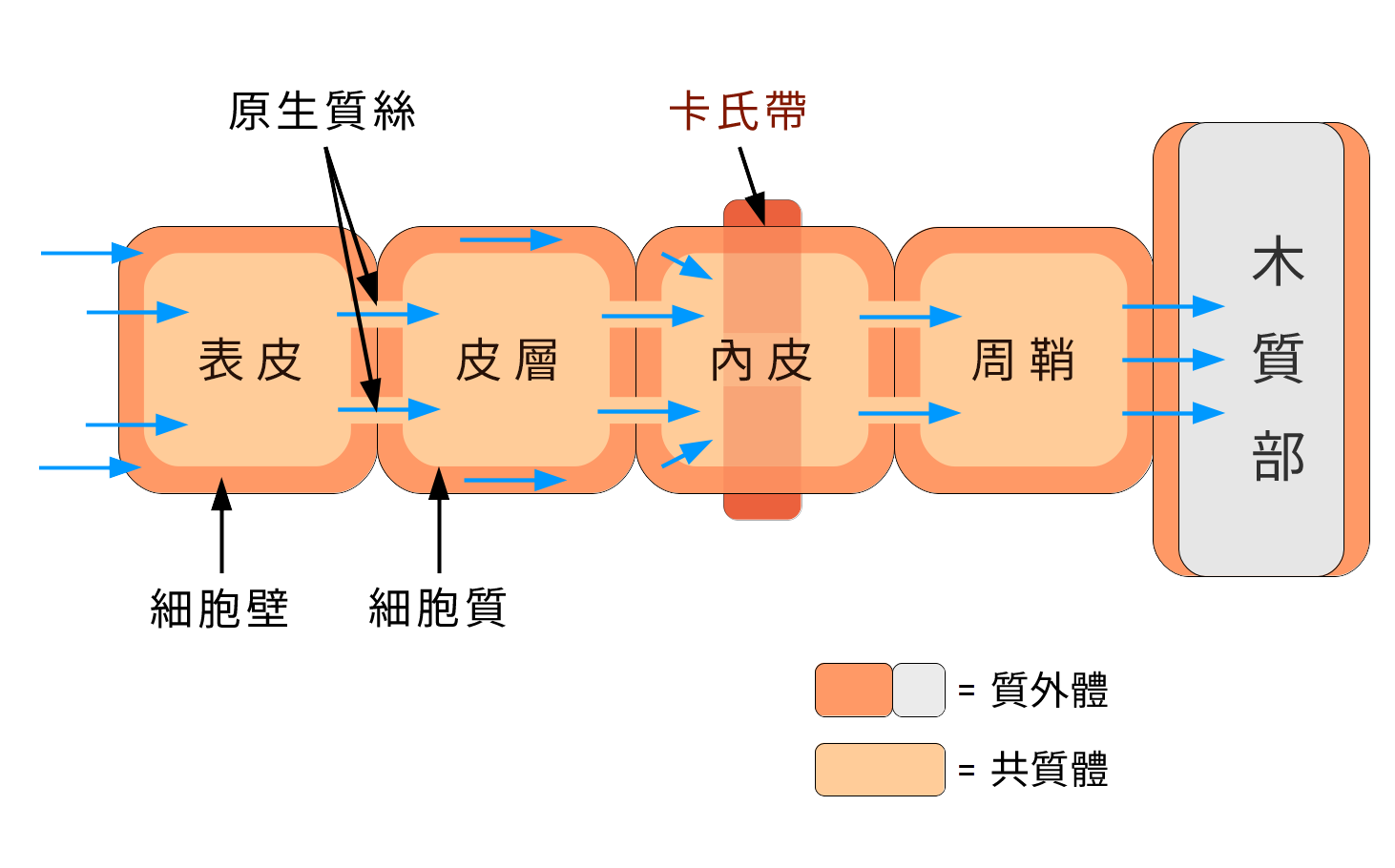
植物根系吸收水分和无机盐的共质体途径与質體外途徑的示意图
凯氏带迫使水分从内皮層细胞开始只能通过共质体途径继续运输

植物可以共質體途徑或質體外途徑從土壤將水分與無機鹽運輸到根的木質部中。前者為水分及無機鹽透過植物細胞膜上的通道蛋白進入根部細胞中，並沿著原生質絲穿過皮層，最後到達木質部的運送方式，在運送途中，水分及無機鹽可以進入液泡中貯存，再從液泡中輸出；後者過程中，水分與無機鹽起初並不進入細胞內，而是沿著細胞壁的空隙從表皮運送到內皮層，此時會受內皮層細胞壁不透水的構造所阻，無法通過，而必須通過水通道蛋白進入細胞，改由共質體途徑繼續運送到木質部:180。

### 木質部的運輸
維管束中，木質部的導管專司植物體內的水分及無機鹽的運輸。水分子間的内聚力以及水分子與管壁間的毛細現象使其在導管中形成連續的水柱，水從葉的氣孔中以蒸散作用離開植物體，並在導管中形成負壓，將水分向上運輸，此即「凝聚力張力假說」（cohesion- tension hypothesis），最早於1727年由英國科學家史蒂芬·黑爾斯提出，但當時沒有受到重視，直到1894年才由愛爾蘭植物學家亨利·赫瑞修·迪克遜與物理學家約翰·喬利闡明:185。導管中水分的流動可以哈根-帕醉方程描述:186：
{\displaystyle J={\frac {\pi r^{4}\Psi }{8\eta L}}}
其中{\displaystyle J}是體積流率、{\displaystyle r}是導管半徑、{\displaystyle \Delta \Psi }是壓力差、{\displaystyle L}是導管長度、{\displaystyle \eta }是黏度
可見水流效率與導管半徑的四次方成正比，在導管截面積總和一樣時，導管數量較少、但半徑較大者的輸送效率較高:187，但其堅韌度不如導管數量多且半徑較小者，且水分反覆結凍與融化時，較易造成气穴现象，生長在高緯度或高海拔地區的植物可能因較常面臨水分的凍融，其導管的半徑通常較生長於低海拔、低緯度者小:193。
當蒸散作用停止時，根壓是植物體運送水分的另一種動力，植物以主動運輸將無機鹽吸入根部後，造成根部滲透壓升高，促使水份從土壤滲透入根部，進而在導管中造成正壓，有限度地將水分向上推進。

### 水分的排出

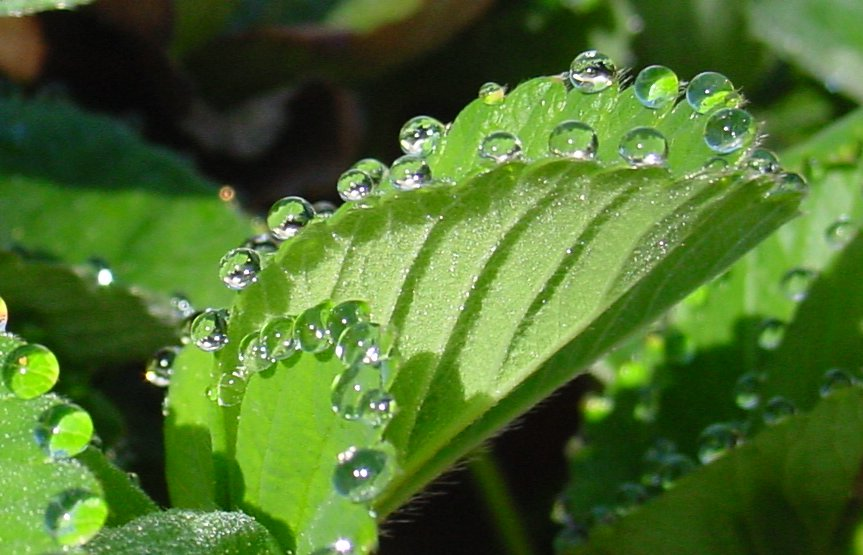
草莓葉緣的泌液作用

水分運輸至葉時，一般由氣孔以蒸散作用排出體外，其速率受風、溫度、濕度等環境因子影響，在一天中的不同時間也有所不同，在有風、高溫、乾燥時蒸散速率較快，且氣孔一般會在夜晚時關閉。當氣孔在夜間關閉、且環境溼度較高時，水分還可以泌液作用從由葉緣的泌水孔排出，泌液作用的動力即為根壓在導管中造成的正水壓。